# Tossa de Mar
Tossa de Mar este o localitate în Catalonia (Spania), situată la 95 de km. nord de Barcelona și aproximativ 100 de km. sud de granița franceză.
Până la dezvoltarea turismului în localitate principalele ocupații au fost agricultura și pescuitul. Pescuitul se practică și astăzi într-o oarecare măsură de câteva familii din localitate.
Începand din anii 20 o serie de oameni de cultură s-au stabilit temporar sau definitiv în localitate printre aceștia se numară George Kars sau Marc Chagall. O parte dintre lucrarile de artă ale acestor artiști pot fi vazute astăzi în muzeul localitații.
Astăzi Tossa reprezintă o destinație turistică de mare atracție pentru vizitatorii regiunii Costa Brava, turismul reprezentând principala ocupație a locuitorilor.

Golful localitaţii
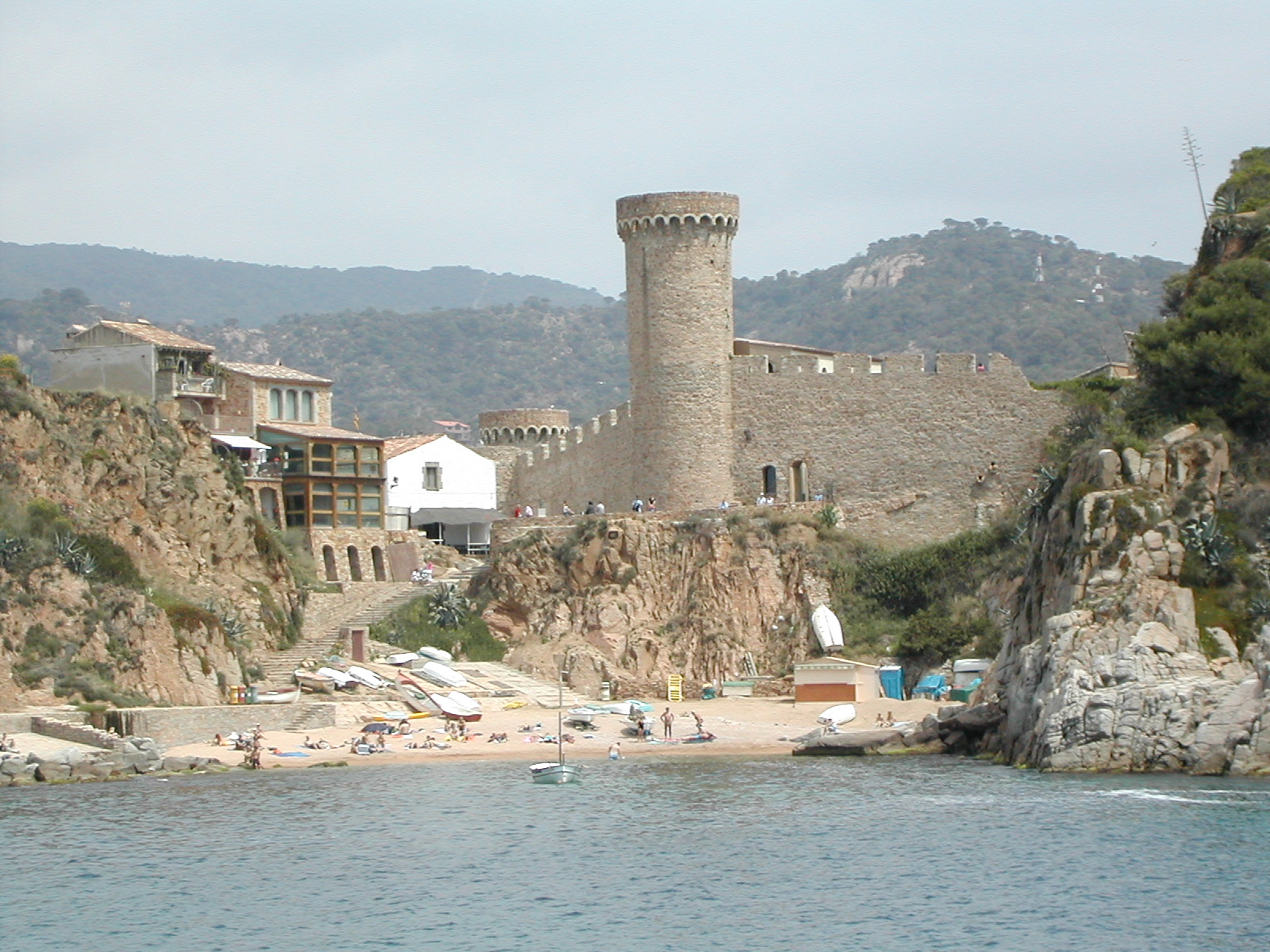
Vedere din sud
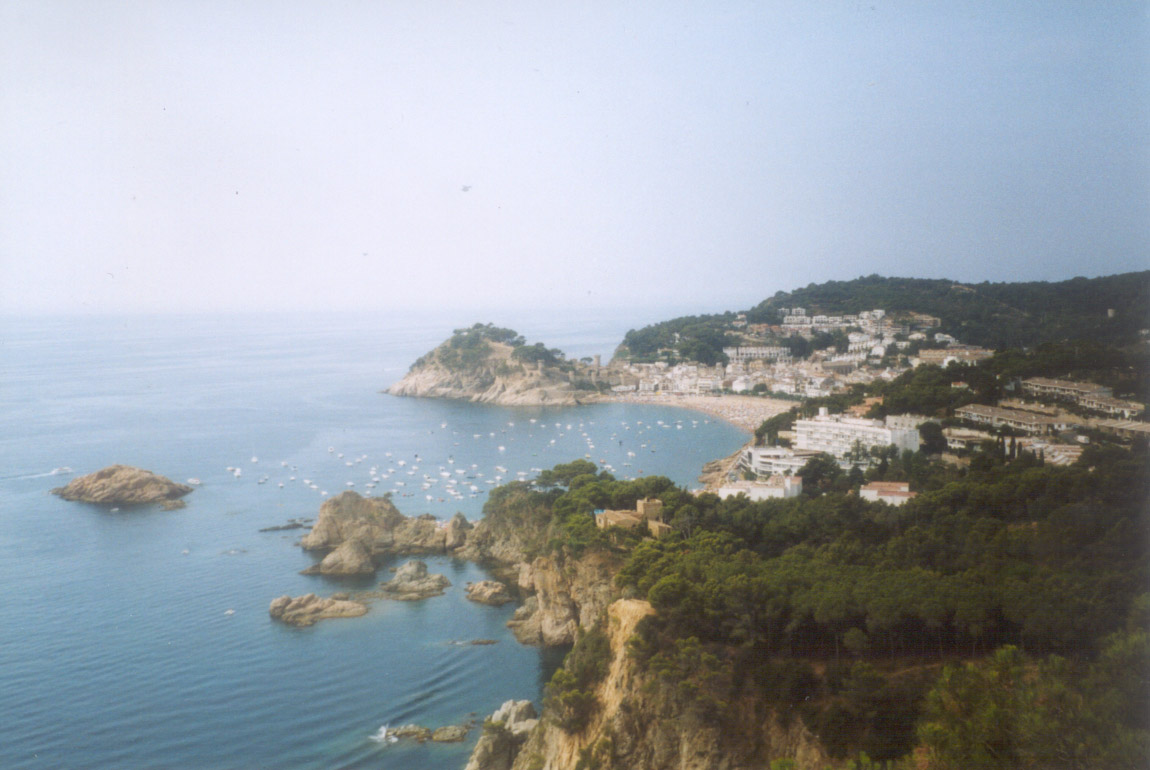
Vedere din nord
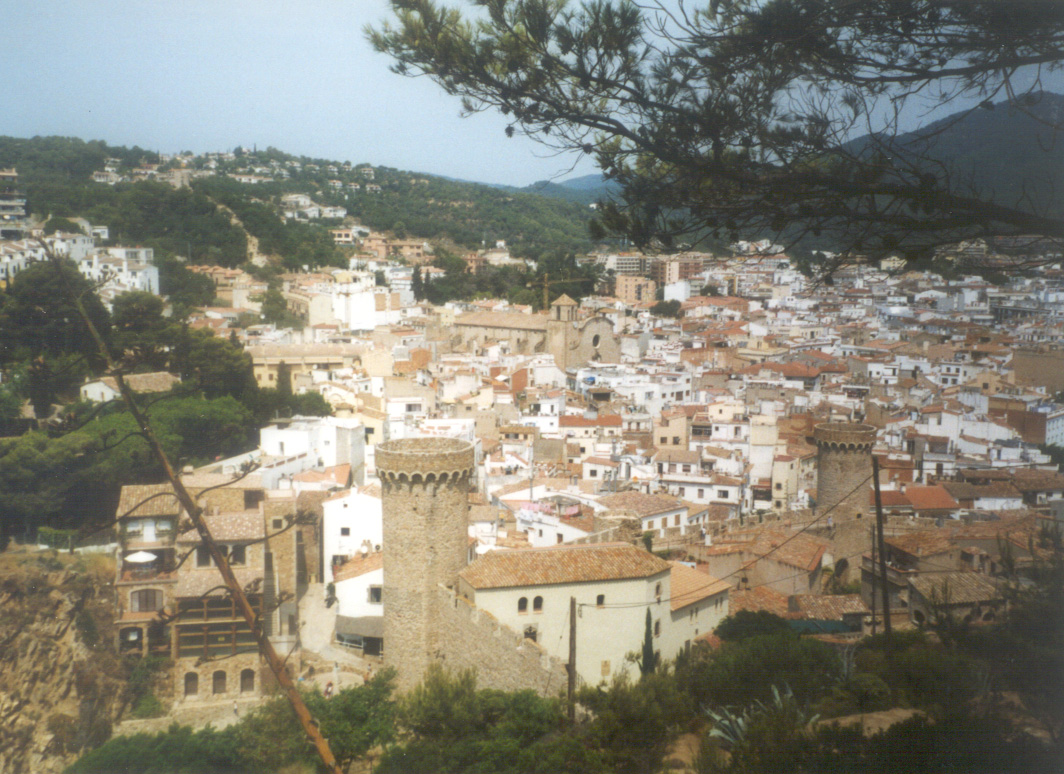
Panorama localităţii
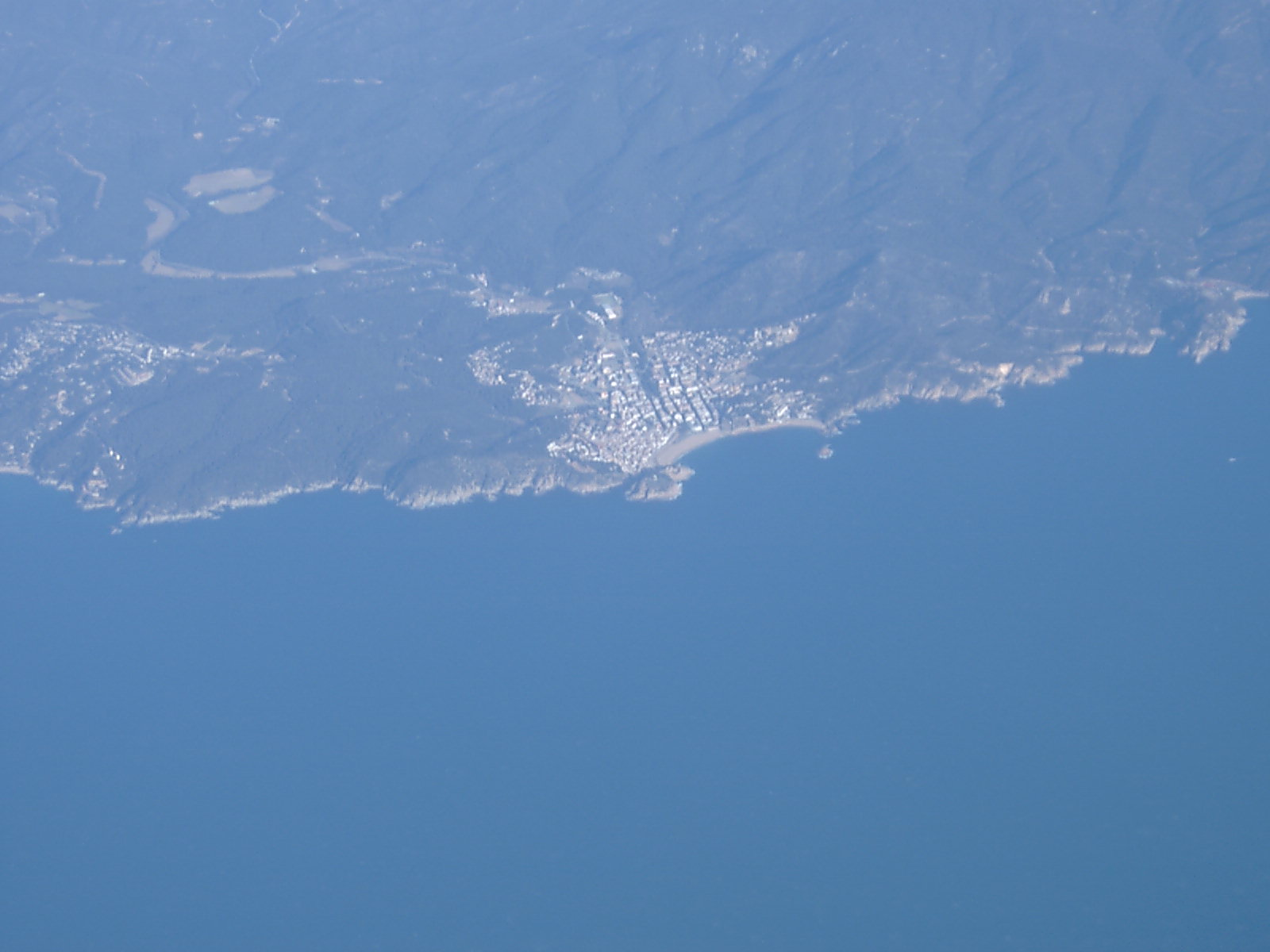
Fotografie aeriană